# Зозуля зондська
Зозуля зондська (Cuculus lepidus) — вид птахів з родини зозулевих (Cuculidae). Поширений в Південно-Східній Азії.

## Поширення
Ареал виду охоплює Малайський півострів, Борнео, Суматру, Яву, Балі, Серам і Малі Зондські острови на схід до Тимору. Мешкає в лісах, переважно в гірських районах. Трапляється на висоті 950—1700 м на Малайському півострові, 1300—2700 м на Борнео і вище 1000 м на Яві та Суматрі.

## Опис
Птах завдовжки 29-30 см. Верхня частина тіла, горло і верх грудей темно-сірі. Решта нижньої частини коричневого кольору з чорними смугами. Хвіст чорнуватий з білими плямами. Самиця також буває в рудої морфи, яка має червонувато-коричневий верх, блідіший низ і чорні смуги як зверху, так і знизу.

## Спосіб життя
Харчується в основному комахами, зокрема гусеницями, а також їсть фрукти. Це потайний птах, якого важко виявити. Це гніздовий паразит, який відкладає яйця в гнізда інших видів птахів. Було зареєстровано використання гнізд скриточуба іржастоголового на Малайському півострові, вівчарика гірського та скриточуба жовтогрудого в Сабаху та скриточуба іржастоголового, скриточуба білочеревого та очеретянки непальської на Яві. Яйця білуваті з бурими плямами.